# ダヴィデ像 (ドナテッロ)
『ダヴィデ像』（ダヴィデぞう、伊: David）は、ルネサンス初期のイタリア人彫刻家ドナテッロが制作した彫刻。1408年から1409年に制作された大理石のダヴィデ像と、1440年ごろに制作されたブロンズのダヴィデ像の2点があり、どちらもフィレンツェのバルジェロ美術館が所蔵している。美術史上からはブロンズ製の『ダヴィデ像』がより重要視されている。

## 『旧約聖書』のダヴィデとゴリアテ
『ダヴィデ像』は、『旧約聖書』の『サムエル記』17章に記された、ダヴィデとゴリアテのエピソードをモチーフとした彫刻作品である。『サムエル記』によれば、イスラエル軍とペリシテ軍との戦争において、ペリシテ軍最強の巨人兵ゴリアテが、自分との一騎討ちで戦争全体の帰趨を決しようと何度もイスラエル軍を挑発した。イスラエル兵はゴリアテを恐れ、相手をしようとする者は誰もいなかったが、年少であったためにまだ兵役に就いていなかった羊飼いのダヴィデがゴリアテとの戦いに名乗りを上げる。イスラエル軍を率いていたサウル王はダヴィデに鎧と剣を与えたが、ダビデは兵士としての訓練を積んでいないとしてこれらを断り、投石器を手にしてゴリアテに対峙した。そしてダヴィデが放った石がゴリアテの頭部に命中してゴリアテを倒し、ダヴィデはゴリアテの剣を奪い取ってその首を落とした。その後、ペリシテ軍は約束を守って戦場から撤退したためにイスラエル軍は救われた。ダヴィデの特別な力は神からの恩恵であり、善は悪に打ち勝つということを描写したエピソードである。

## ブロンズの『ダヴィデ像』

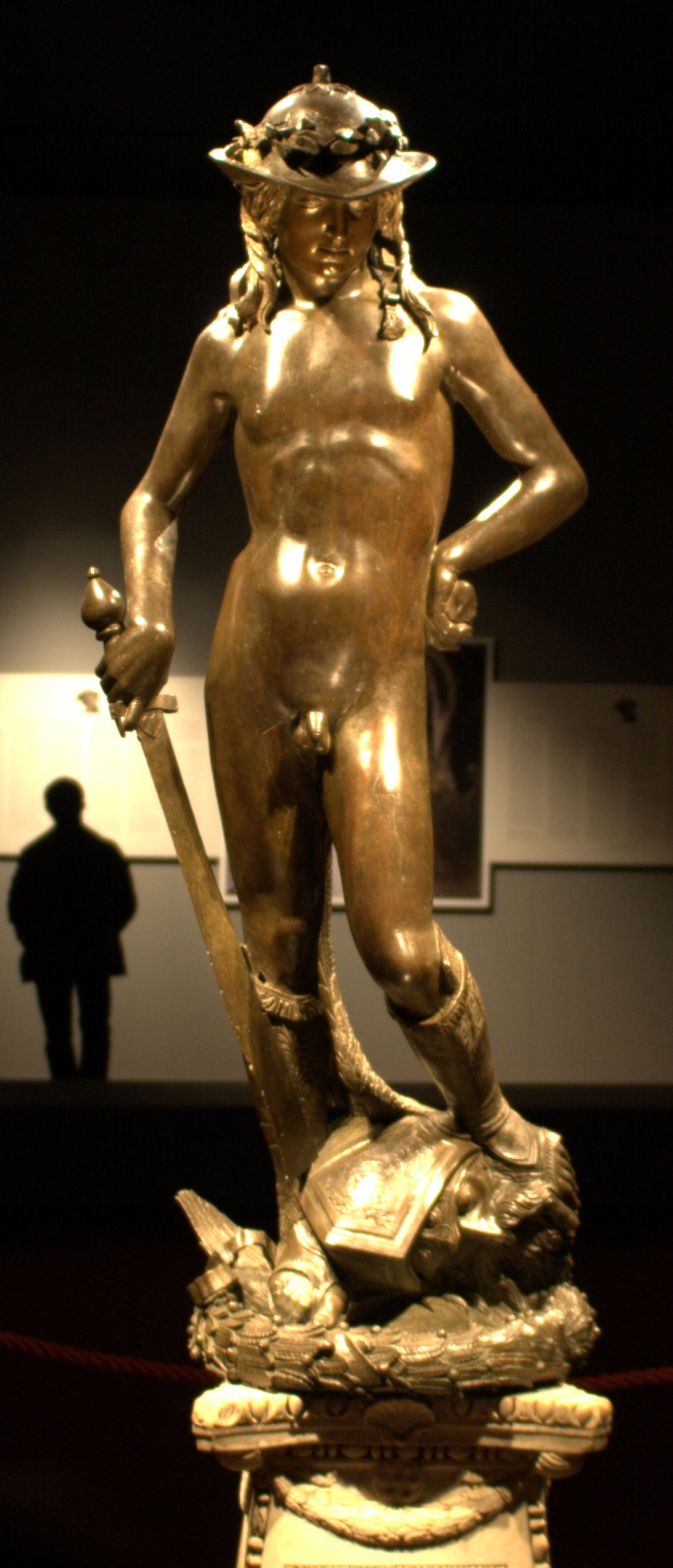
1440年ごろにドナテッロが制作したブロンズ製の『ダヴィデ像』。
バルジェロ美術館（フィレンツェ）

ドナテッロが1440年ごろに制作したブロンズ製の『ダヴィデ像』は、ルネサンス期に制作された最初の自立するブロンズ彫刻であり、古代ギリシア・ローマ時代以降で制作された最初の男性裸像として有名な作品である。ダヴィデは謎めいた微笑をうかべ、倒したばかりのゴリアテの首を左脚で踏みつけている。若きダヴィデはほぼ完全な裸体で、身につけているのは月桂樹で飾られた兜と長靴、そしてゴリアテから奪い取った剣のみである。
この『ダヴィデ像』はメディチ家の依頼で制作されたもので、完成後はフィレンツェのメディチ・リカルディ宮殿 (en:Palazzo Medici Riccardi) の中庭中央部に置かれた。これはメディチ家が、都市国家フィレンツェの象徴たるダヴィデの後継者は自身たちメディチ一族であると自負していたためである。しかしながら、国家を象徴する英雄の像を自身の邸宅に設置することは、当時大きな非難を浴びる可能性があり、ドナテッロはこの彫刻がダヴィデではなく「単なる彫刻作品」であると言い逃れするための改変を施している。たとえば、ゴリアテとの戦いに望むダヴィデは全裸だったはずだが、この彫刻の人物は兜と長靴を身につけていること、足元のゴリアテがかぶっている兜には尖った羽飾りがあり、兜の羽飾りはギリシア神話のヘルメスを特徴付けるとされることなどである。フィレンツェを支配していたメディチ家は1494年の政変でフィレンツェから追放され、『ダヴィデ像』はメディチ・リカルディ宮殿から、ドナテッロの大理石製『ダヴィデ像』が安置されていたヴェッキオ宮殿へと移された。その後17世紀にピッティ宮殿、177年にウフィツィ美術館、そして1865年にバルジェロ美術館と所蔵場所が変遷している。

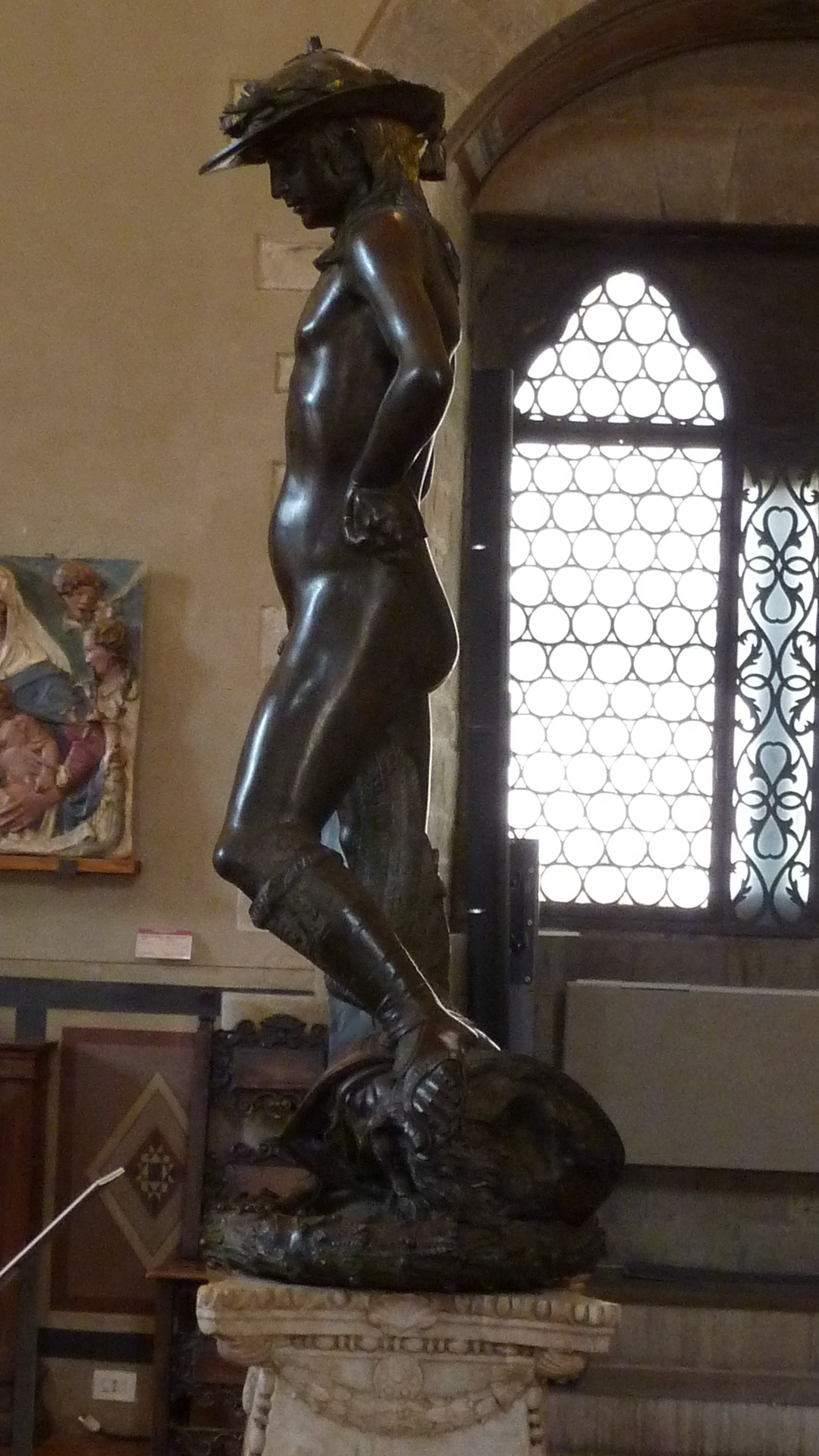
左側面から見た『ダヴィデ像』

ジョルジョ・ヴァザーリの著書『画家・彫刻家・建築家列伝』には、『ダヴィデ像』がメディチ・リカルディ宮殿中庭中央の、デジデーリオ・ダ・セッティニャーノがデザインした円柱の傍らに置かれており、円柱には『ダヴィデ像』が政治的記念碑としていかに重要な意味を持つかという銘が刻まれていたという記述がある。この銘は「勝利は祖国を守護する者すべてにもたらされる/神が邪悪な敵を打ち砕く/見よ、大いなる暴君を妥当した少年を。勝利は民とともに (Victor est quisquis patriam tuetur/Frangit immanis Deus hostis iras/En puer grandem domuit tiramnum/Vincite cives) というものだった。この『ダヴィデ像』に政治的意図があったことは多くの研究者が認めているが、こめられているであろう正確な意図に関しては多くの見解があり、定説となっているものはない。
ほとんどの研究者が『ダヴィデ像』の依頼主はコジモ・デ・メディチであるとしているが、『ダヴィデ像』の制作年度ははっきりとせず、議論の的となっている。1420年代から1460年代まで様々な説があり、そのなかでも主流となっているのは、ミケロッツォ・ディ・バルトロメオが設計したメディチ・リカルディ宮殿が建築された1440年代とする説である。図像学的観点からすると、このブロンズ製『ダヴィデ像』は大理石製『ダヴィデ像』の延長線上にある。若き英雄ダヴィデは片手に剣を持ってたたずみ、その足元には刎ねたゴリアテの首が転がっている。しかしながら、外観としては二つの『ダヴィデ像』は全くの別物である。ブロンズ製の『ダヴィデ像』は兜と長靴以外全裸で、ひどく華奢な体つきをしており男性的な印象はまったく与えない。頭部の表現は古代ローマ皇帝ハドリアヌスが寵愛した彫刻家アンティノウスの影響を受けているといわれている。メアリー・マッカーシーが「服装倒錯であり、性的倒錯者を魅了する両性具有」と呼んだダヴィデの身体は、ゴリアテの巨大な剣と対照的に肉体を表現することによって、ダヴィデがゴリアテを打ち負かしたのは身体的能力ではなくすべて神の意思であるということを表し、重武装の巨人兵ゴリアテとは対極である全裸の少年ダヴィデが神の存在をさらに明確にしているのである。また、この彫刻のダヴィデにはユダヤ教徒であれば通例であるはずの割礼がなされていないが、これはルネサンス期のイタリアで制作された男性裸像をモチーフとした美術品に共通する特徴である。

### 『ダヴィデ像』をめぐる論争

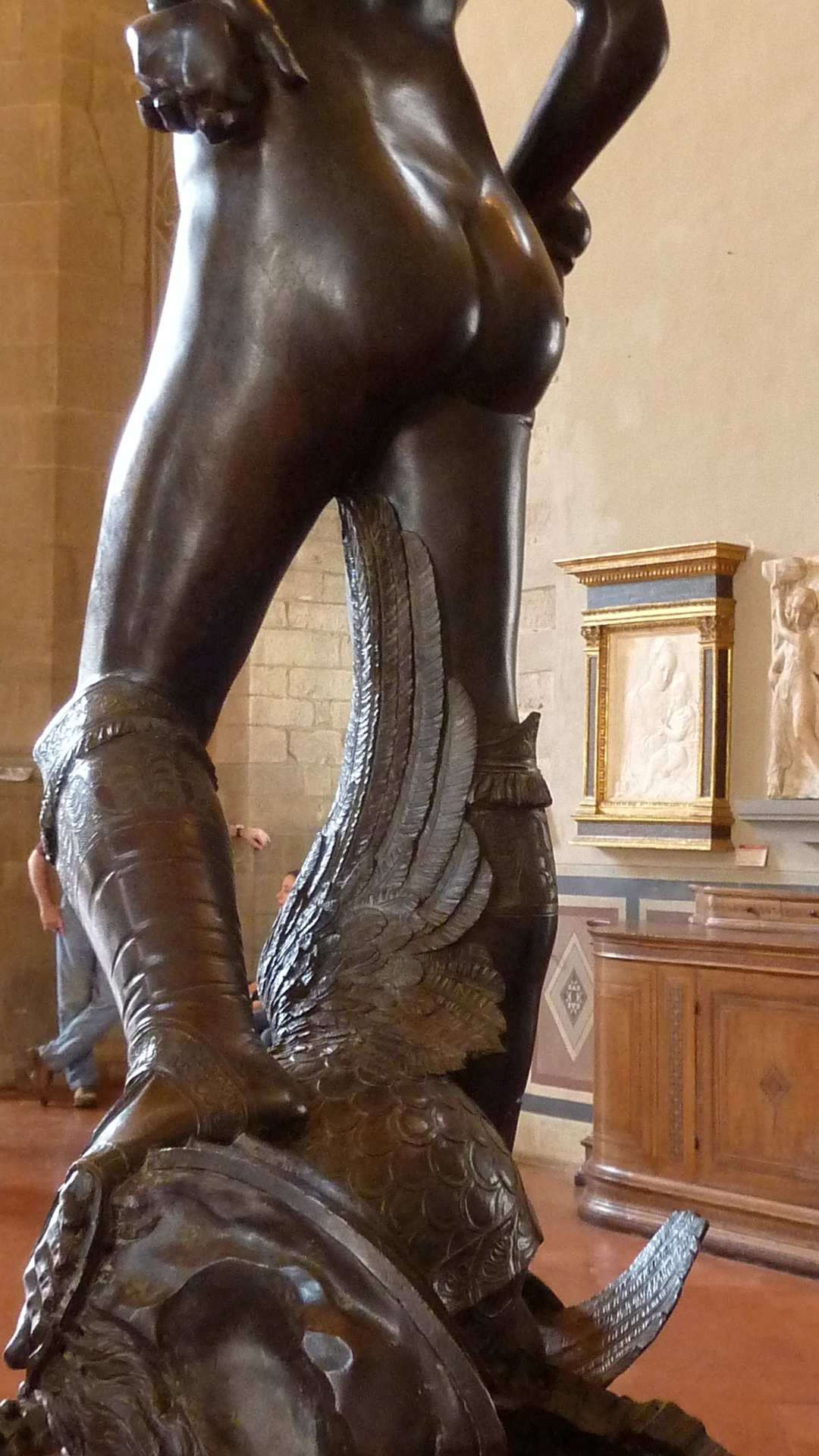
脚部の後方からの画像。

『ダヴィデ像』に関すると思われる制作当時の言及は残っていないが、フィレンツェの政庁舎たるヴェッキオ宮殿に移設されるまでの1490年代には様々な意見があった。16世紀初頭のフィレンツェ行政庁の役人が『ダヴィデ像』がやや不安定な印象を与えるとして「中庭にあるダヴィデ像は完璧とはいえない。右脚が下品だ」と言及している記録がある。16世紀半ばにはヴァザーリが『ダヴィデ像』に触れ、非常に写実的で実在のモデルがいるに違いないとしている。20世紀及び21世紀の美術史家たちの間では、この『ダヴィデ像』の解釈の仕方について多くの議論が展開されている。
『ダヴィデ像』がもつ不思議な雰囲気は様々に解釈されてきた。なかにはドナテッロは同性愛者で、自身の性的嗜好をこの作品を通じて公表したのだというものや、当時のフィレンツェ社会では珍しくなかった同性愛を表現しているが、ドナテッロ自身の性的嗜好とは無関係だというものもある。古代ギリシア・ローマでは同性愛はごく普通のことで、同性愛のほうがより崇高な愛情であると信じられていた。しかしながら『ダヴィデ像』が制作されたルネサンス期の西欧では同性愛は違法であり、当時のフィレンツェでも14,000人以上が法を犯したとして告発されている。このため、当時は自身が同性愛者であるとほのめかすことすら危険な行為だった。他の解釈として、『ダヴィデ像』はドナテッロがそれまでにない革新的な男性裸像を表現しており、古代の彫刻の単なる模倣ではなく、ルネサンス美術における男性裸像の芸術性を追求しようと試みた作品であるとする説もある。いずれにせよ、ドナテッロの『ダヴィデ像』はそれまでの伝統的な彫刻からはかけ離れたもので、穏健な美術品とは程遠い作品となっている。

### モチーフに対する議論

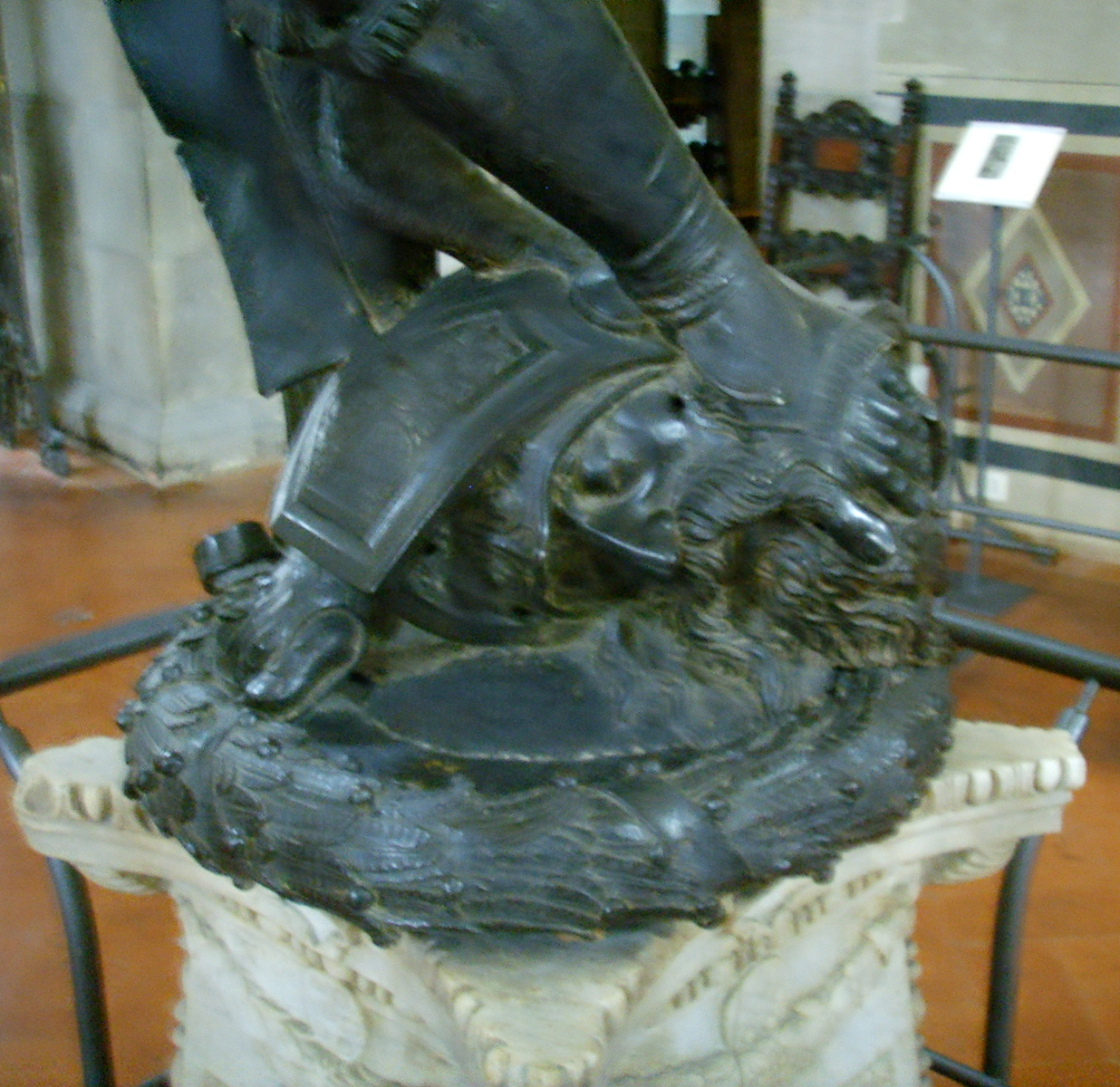
ダヴィデが踏みつけるゴリアテの首。

1939年にイェネ・ランジーが、ギリシア・ローマ神話の解釈を援用すると、着用している兜はギリシア神話のヘルメスの象徴であり、この彫刻のモチーフは昔から言われているようなダヴィデではないのではないかという疑義を呈した。以降現在に至るまでこのランジーの説に賛同する研究者は多く、この彫刻を『ダヴィデ＝マーキュリー像』（マーキュリーはヘルメスと同一視されるローマ神話の神）と呼ぶこともある。もしこの彫刻がダヴィデではなくヘルメス（マーキュリー）を表現しているのであれば、左脚で踏みつけているのはゴリアテではなく、ギリシア神話の巨人アルゴスの首ということになる。しかしながらこれらの推測はおそらく正しくない。15世紀のあらゆる記録が、この作品はダヴィデの彫刻だと断定しているのである。

### 修復
『ダヴィデ像』は2007年6月から2008年11月にかけて修復を受けた。この『ダヴィデ像』が修復されたのはこのときが最初で、像の表面全体を覆う「石のように固着したワックス」のために18カ月という期間を要している。鍍金されていない部分は外科用メス、鍍金されている部分はレーザーを用いて表面のワックスが剥ぎ取られた。

### 後世への影響

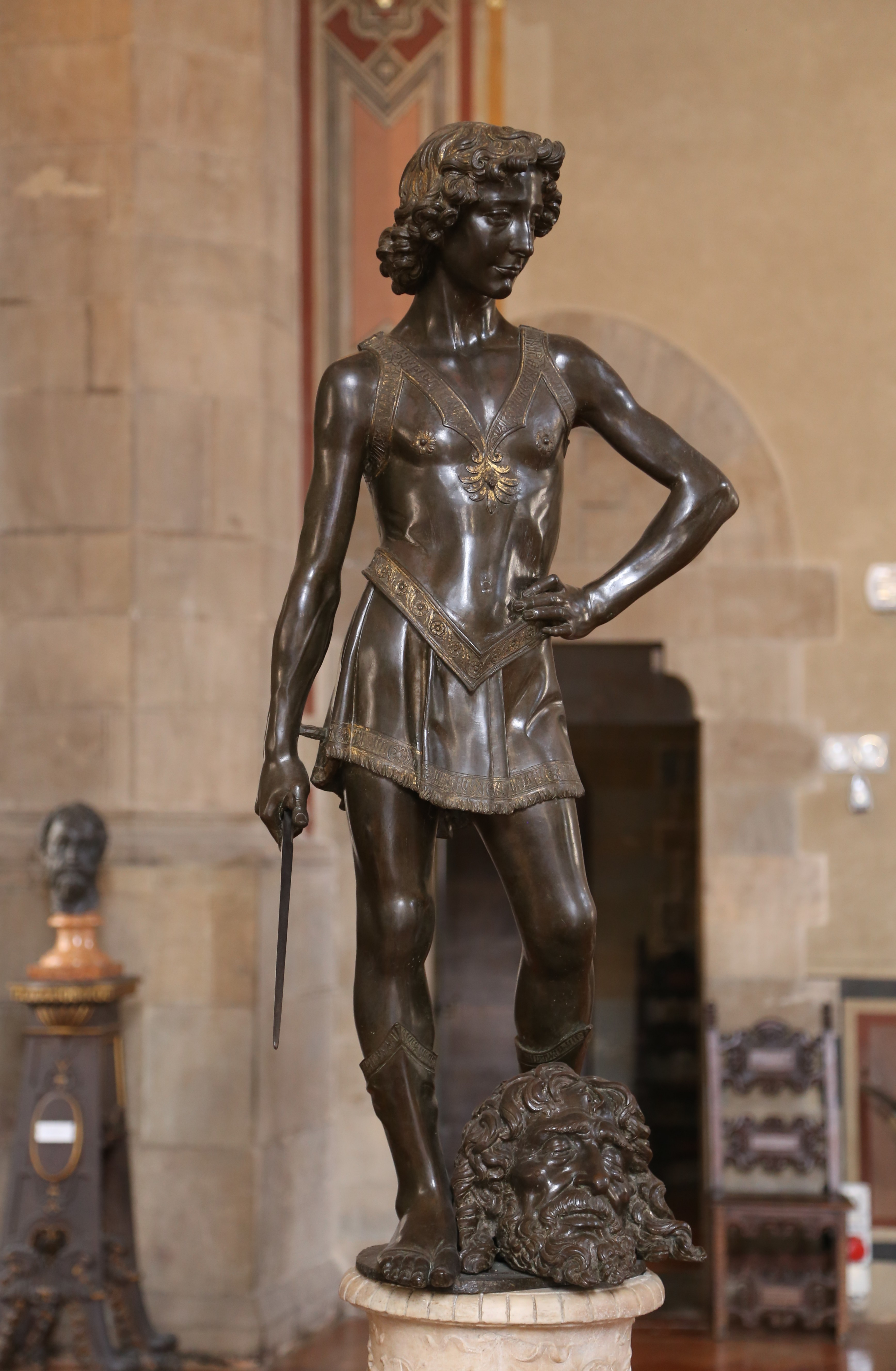
ヴェロッキオの『ダヴィデ像』。
バルジェロ美術館

ドナテッロの『ダヴィデ像』と同じ大きさで石膏を用いて複製された、剣部分が破損した彫刻がヴィクトリア&アルバート博物館のキャストコート展示室 (en:Cast Courts (Victoria and Albert Museum)) に所蔵されている。さらに、キューガーデンのテンペレートハウスの白大理石製複製彫刻など、イギリスには複数の『ダヴィデ像』の複製彫刻が存在している。また、アメリカ合衆国にもコネチカット州ノーウィッチのスレイター記念美術館に複製彫刻が所蔵されている。
ドナテッロの『ダヴィデ像』は、その後のイタリアの芸術後援者と芸術家に大きな関心を呼び起こした。ポッライオーロの板絵『ダヴィデ』（1470年ごろ、ベルリン美術館）、ヴェロッキオのブロンズ彫刻『ダヴィデ像』（1470年代、バルジェロ美術館）、ギルランダイオのフレスコ画『ダヴィデ』（1485年ごろ、サンタ・マリア・ノヴェッラ教会）、バルトロメオ・バラーノのブロンズ像『ダヴィデ像』（1480年ごろ、メトロポリタン美術館）、ミケランジェロの大理石彫刻『ダヴィデ像』（1501年 - 1504年、アカデミア美術館）、ベルニーニの大理石彫刻『ダヴィデ像』（1623年 - 1624年、ボルゲーゼ美術館）など多くの芸術作品に影響を与えている。

## 大理石の『ダヴィデ像』

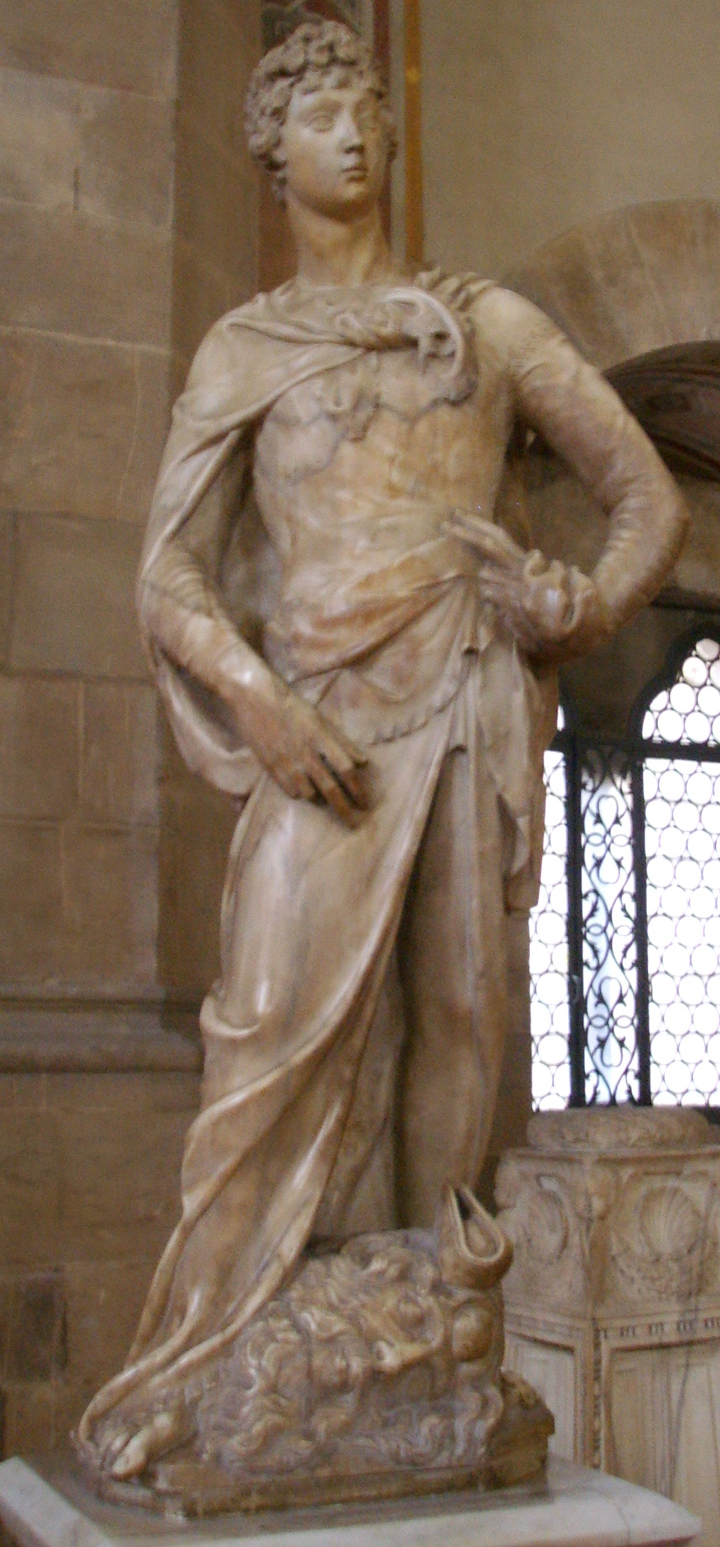
ブロンズ製の『ダヴィデ像』よりも前の1408年から1409年にかけて制作された大理石製の『ダヴィデ像』。全高191cm。
バルジェロ美術館

ドナテッロがこの『ダヴィデ像』の制作依頼を受けたのは1408年のことである。この依頼はフィレンツェのサンタ・マリア・デル・フィオーレ大聖堂の現場作業員たちからの要望が発端で、大聖堂の控え壁を『旧約聖書』に記された12人の預言者で装飾したいというものだった。ドナテッロと同じくフィレンツェ出身の彫刻家ナンニ・ディ・バンコ (en:Nanni di Banco) も同年に依頼を受け、ドナテッロの『ダヴィデ像』と同じ大きさの『イザヤ像』の大理石彫刻を制作している。完成した『ダヴィデ像』と『イザヤ像』のどちらかが1409年に地面よりも高所に設置されたが、見上げて鑑賞するには像が小さすぎて不向きであるとして設置が取止められている。そしてその後、どちらの彫刻も現場作業員の作業所に数年間放置されていた。
1416年に、事実上フィレンツェを支配していたメディチ家が、『ダヴィデ像』を自分たちが住居としていたヴェッキオ宮殿に移すよう求めた。これは、若きダヴィデが宗教的英雄であると同時に、フィレンツェの政治的象徴として有効であるとみなされたためだった。ドナテッロは彫刻の細部の修正、おそらくはあまり預言者然として見えないようにすることを求められ、さらにダヴィデを安置する銘が入った台座も用意された。この台座に刻まれた銘は「祖国のために戦う勇者には、神が強大な敵に立ち向かう力を与えてくれる (PRO PATRIA FORTITER DIMICANTIBUS ETIAM ADVERSUS TERRIBILISSIMOS HOSTES DII PRAESTANT AUXILIUM )」というものだった。
この大理石の『ダヴィデ像』はドナテッロのキャリア最初期における重要な作品であり、伝統的な表現で制作されてはいるが、後に円熟したドナテッロが発展させた革新的表現手法の萌芽を見て取ることができる。脚部の表現には伝統的なコントラポストを採用しているように見えるが、全体的な姿形はロレンツォ・ギベルティの表現技法に由来する、優雅にゆらめくようなゴシック様式で表現されている。顔部分の造形は不思議なほどに無表情で、自然主義ではなく典型的なゴシック様式で表現されており、足元に転がっているゴリアテの首を全く意識していないかのようにも見える。これは傲岸不遜ともいえるダヴィデの性格の一面を表したもので、半身の姿勢と腰にあてられた左腕からもこの説が裏付けられるとする研究者もいる。